# حوزه انتخابیه ششم تنسی
حوزه انتخابیه ششم تنسی یک حوزه انتخابیه مجلس نمایندگان آمریکا است که در ایالت تنسی قرار دارد.